# Emscherland

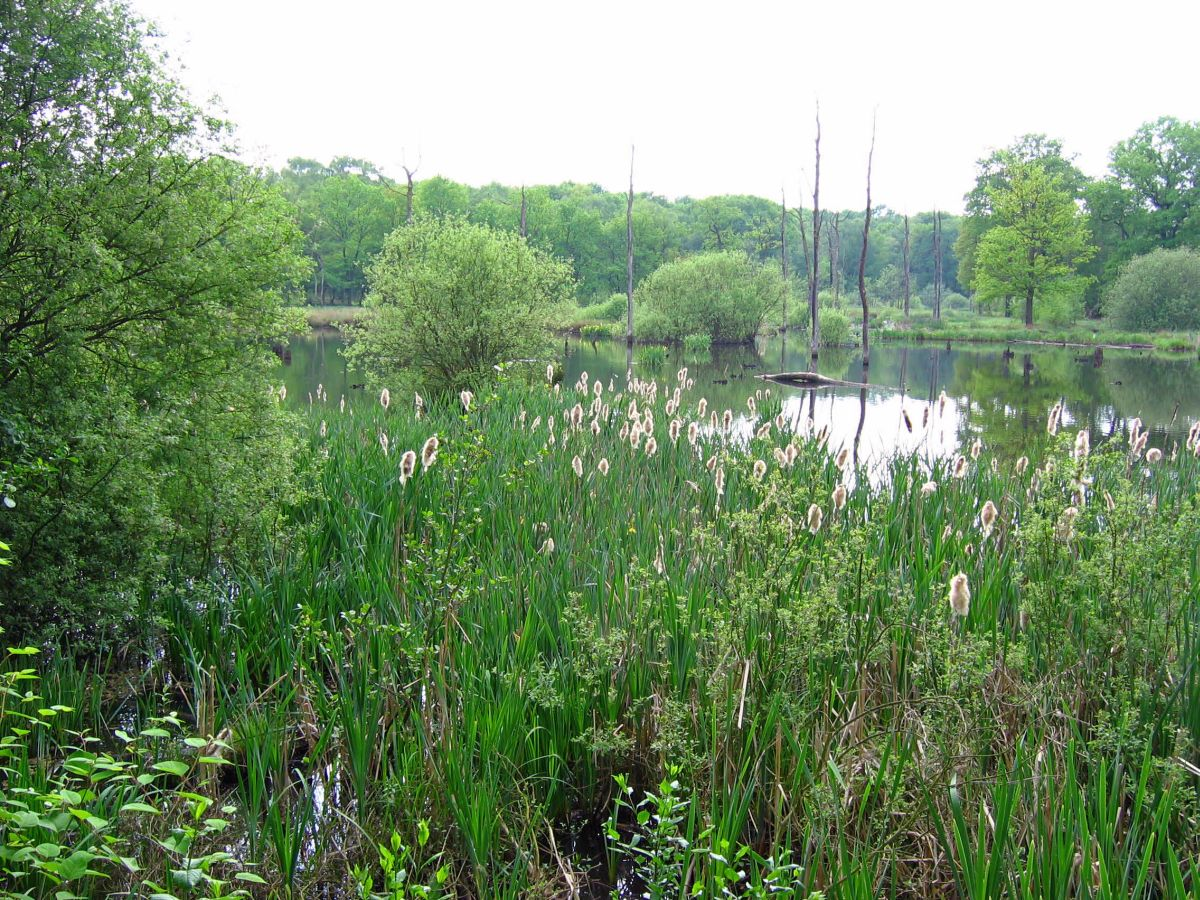
Versumpfte Landschaft des Emscherbruchs in der Nähe von Schloss Herten

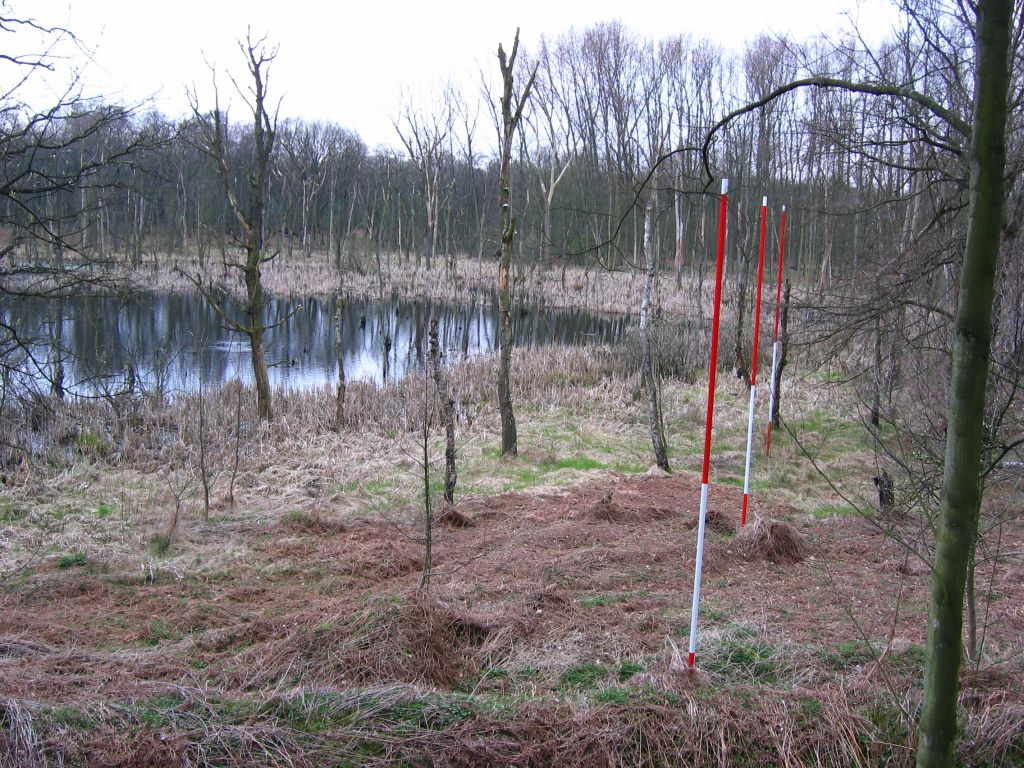
Bergsenkungen seit dem Jahr 1980 im Emscherbruch infolge des Kohlenabbaus durch die Zeche Ewald, dargestellt durch die Messlatten

Das Emscherland ist eine naturräumliche Haupteinheit im Süden der Haupteinheitengruppe Westfälische Bucht in Nordrhein-Westfalen. Es nimmt große Teile des Einzugsgebietes der namensgebenden Emscher ein, nicht jedoch dessen randliche Anhöhen im Süden, Osten und Nordosten sowie das Mündungsgebiet.
Der größte Teil des Emscherlandes gehört zum historischen Vest Recklinghausen, welches indes nach Süden die Emscher nicht überschritt und nach Norden bis zur Lippe reichte, von deren linksseitigen Einzugsgebiet ebenfalls Teile zum Emscherland gehören.
Die potentielle natürliche Pflanzengesellschaft des Emscherlandes wäre überwiegend eine Stieleichen-Hainbuchenwald-Landschaft (Stellario-Carpinetum). Der Naturraum ist heute weitgehend durch Siedlung und Kulturland geprägter Teil des Ballungsraumes Ruhrgebiet, im Norden und im äußersten Osten auch landwirtschaftlich genutzt. In vier regionalen Grünzügen des Regionalverbandes Ruhr mit Anteilen am Emscherland findet sich in Forsten und Naturschutzgebieten vielfach Vegetation, die den potentiellen natürlichen Pflanzengesellschaften entspricht.

## Lage und Grenzen
Das Emscherland umfasst die Niederung des namensgebenden Flusses Emscher von Dortmund-Dorstfeld bis zum Übergang zu den rheinischen Sandplatten westlich der Linie Gladbeck und des Zentrums von Bottrop sowie nördlich und südlich der Emscherniederung gelegene Randplatten. Im Süden grenzt das Emscherland an die Landschaft des Westenhellwegs. Nördlich flankieren flachwellige Höhenrücken die Emscherniederung und grenzen im Norden an die naturräumlichen Einheiten Westmünsterland und Kernmünsterland.
Viele Städte des nördlichen und mittleren Ruhrgebiets haben Anteil an den Naturräumen Emscherland und Westenhellweg, von Westen nach Osten sind dies Oberhausen (kleine Anteile im äußersten Osten), der im Emschertal liegende Norden Essens, der überwiegende Teil des Stadtgebietes von Herne, die Nordhälfte Castrop-Rauxels um Rauxel und nördliche Stadtteile Dortmunds um Mengede.
Im Kerngebiet liegen Bottrop, Gladbeck, Gelsenkirchen, Herten, Recklinghausen, sowie Oer-Erkenschwick, Datteln und Waltrop, soweit nicht im Randbereich zum Westmünsterland gehörend.
Im Norden, an der Nahtstelle zum Westmünsterland, liegt etwa die (südliche) Hälfte des Marler Stadtgebietes im Naturraum, im äußersten Osten Brambauer, ein westlicher Ortsteil Lünens.

## Naturräumliche Gliederung
Das Emscherland gliedert sich wie folgt:
- (zu 54 Westfälische Bucht)
  - 543 Emscherland
    - 543.0 Vestischer Höhenrücken (Recklinghauser Landrücken)
      - 543.00 Recklinghauser Lößrücken
      - 543.01 Buerscher Höhenrücken
      - 543.02 Marler Flachwellen

    - 543.1 Oer-Waltroper Flachwellen
      - 543.10 Waltroper Flachwellen[4]
      - 543.11 Emscher-Lippe-Platten
      - 543.12 Bockumer Hügelwellen
      - 543.13 Oer-Sinsener Flachwellen
      - 543.14 Erkenschwicker Tal

    - 543.2 Emschertal
      - 543.20 Emscherniederung
      - 543.21 Nördliche Emscher-Randplatten
      - 543.22 Südliche Emscher-Randplatten
      - 543.23 Boyeplatten

## Beschreibung
Namensgebend ist der Fluss Emscher im südlichen Emscherland, deren Tal in der letzten Eiszeit durch Schmelzwässer ausgewaschen wurde. Ursprünglich war die Landschaft entlang des Flusstals gekennzeichnet durch ausgedehnte Bruchwälder, den Emscherbruch, und weite Überschwemmungsgebiete entlang des stark mäandrierenden Flusses. In Nord-Süd-Richtung war der Bruch bis ins 18. Jahrhundert nur an bestimmten Stellen für Fuhrwerke passierbar. Die Ausdehnung des Emscherbruches war sprichwörtlich, im örtlichen Plattdeutsch hieß es: „Hä hiert äin Gewiertten sau graut as dä Irmscher Brauk.“ (Er hat ein Gewissen so groß wie der Emscherbruch.) Bis zu Beginn des 19. Jahrhunderts wurde das Bruch als Wildes Gestüt für Pferde, die Emscherbrücher, genutzt.
Heute ist die Landschaft überformt durch die Emscherzone des Ruhrgebietes und geprägt durch städtische Siedlungen und Industriegebiete. Die Emscher selbst ist nahezu vollständig begradigt und eingedeicht. Ein Teil der alten Bruchwälder hat die Industrialisierung als Teil der „Regionalen Grünzüge“ aus den 1920er Jahren oder auch als sogenannter „Zechensumpf“ überdauert. Im zweiten Fall wurden die Gebiete für die oberirdische Wasserführung der Wasserhaltung der Zechen genutzt. Diese Flächen wurden mit dem Verschwinden des Bergbaus in den Emscher Landschaftspark integriert. Die Bezeichnung der Auenlandschaft ist im Landschaftspark Emscherbruch erhalten, der einen Teil des ursprünglichen Bruchwaldes umfasst.
Der Norden des Emscherlands wird vielfach landwirtschaftlich genutzt, gelegentlich sind dort auch kleine Wäldchen zu finden. Forstgebiete sind überwiegend durch Buchenbestände gekennzeichnet. Eine Ausnahme stellt der Verdichtungsraum des Stadtgebiets von Marl dar.
Der im Osten Recklinghausens 113 m (Fritzberg nördlich des heute meist als Quellberg bezeichneten Ortsteils Hillen) erreichende und damit Emscher und Rhein-Herne-Kanal unmittelbar südlich des Rückens um rund 70 m überragende Vestische Höhenrücken liegt zwischen den Niederungen von Emscher und Lippe, in dessen mittleren und östlichen Teil die Gewässer nach Süden, zur Emscher hin entwässern, während im Westen die Täler nach Norden ausgerichtet sind. Der Boden besteht aus lehmigen oder sandigen Decken auf Mergelsanden oder Sandmergel.

## Potentielle Vegetation
Neben dem als vorwiegend erachteten Stieleichen-Hainbuchenwald (Stellario-Carpinetum) wären weitere Pflanzengesellschaften zu erwarten. Auf den Lössböden des Vestischen Höhenrückens wäre die potenzielle Vegetation großflächig ein Flattergras-Buchenwald (Maianthemo-Fagetum = Milio-Fagetum). Über kalkhaltigem Emschermergel wären zudem Waldmeister-Buchenwald (Galio-Fagetum), im Bereich der Emscherauen auch Eschen-Auenwald (Querco-Ulmetum minoris = Fraxino-Ulmetum), Birken-Bruchwald (Betulum pubescentis) und, auf besonders nassen Standorten, Erlen-Bruchwald (Carici-Alnetum) zu erwarten.

## Ansichten

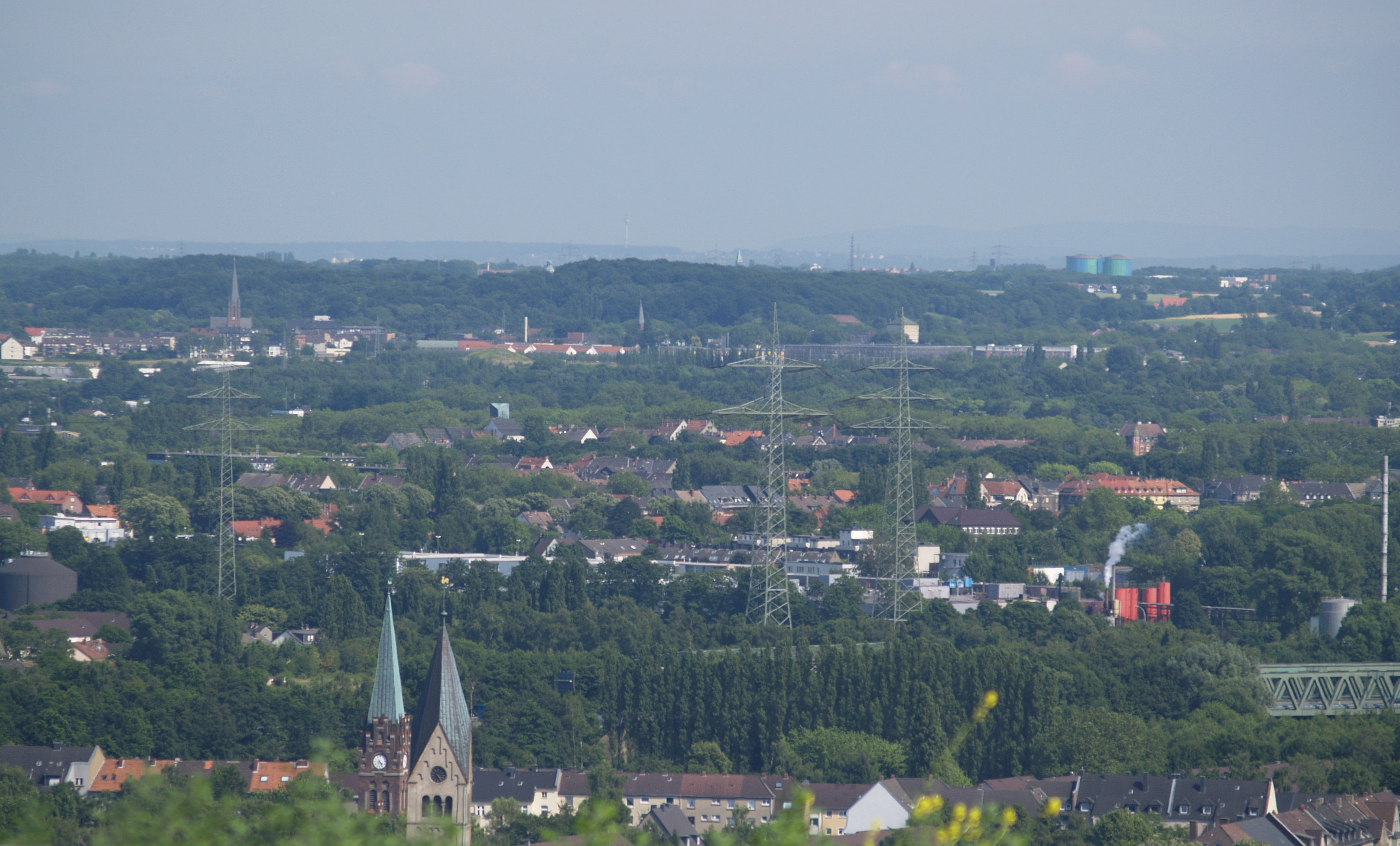
Blick über das Emscherland von der Halde Hoheward nach Süden

Blick über das südliche Emscherland im Grenzbereich Recklinghausen und Herten von der Halde Hoppenbruch aus nach Norden. Etwa in der Bildmitte verläuft die Grenze zum Westenhellweg in dieser Perspektive nahezu horizontal. Im Hintergrund sind die Castroper Höhen mit dem Beimberg erkennbar, darauf der Kaiser-Wilhelm-Turm im Volkspark Sodingen, außerdem im Hintergrund die beiden Wassertürme von Gelsenwasser nahe der A 43.

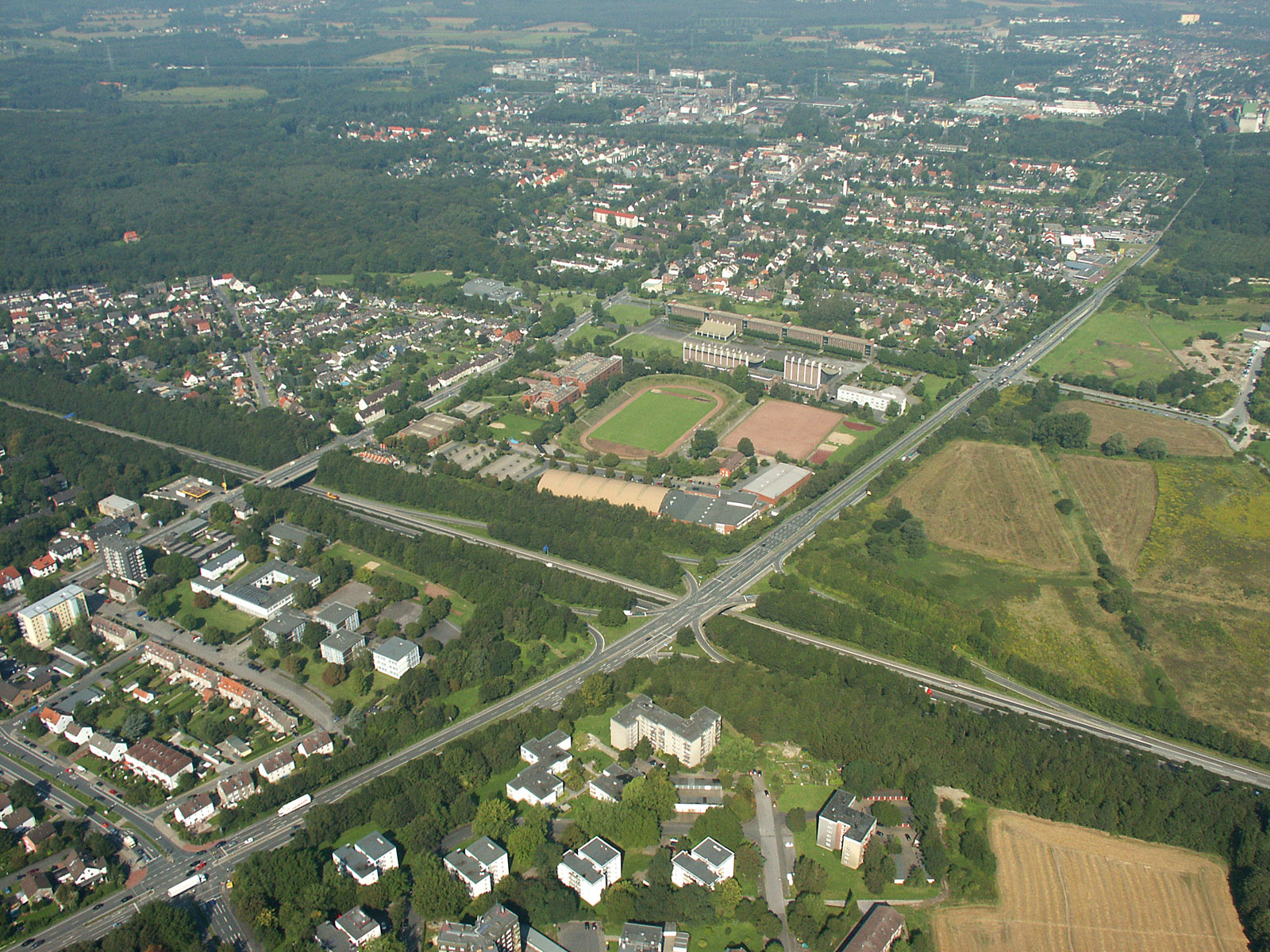
Luftbild bei Castrop-Rauxel

Luftbildaufnahme des Emscherlandes bei Castrop-Rauxel nach Nord-Westen. In der Bildmitte ist das Forum Europaplatz erkennbar, rechts davon beginnt das Grutholz/Nierholz. Oben links im Bild ist teilweise das Castroper Holz aufgenommen, dahinter Schloss Bladenhorst und die Dickenheide. Ganz am oberen linken Bildrand verläuft die Emscher.

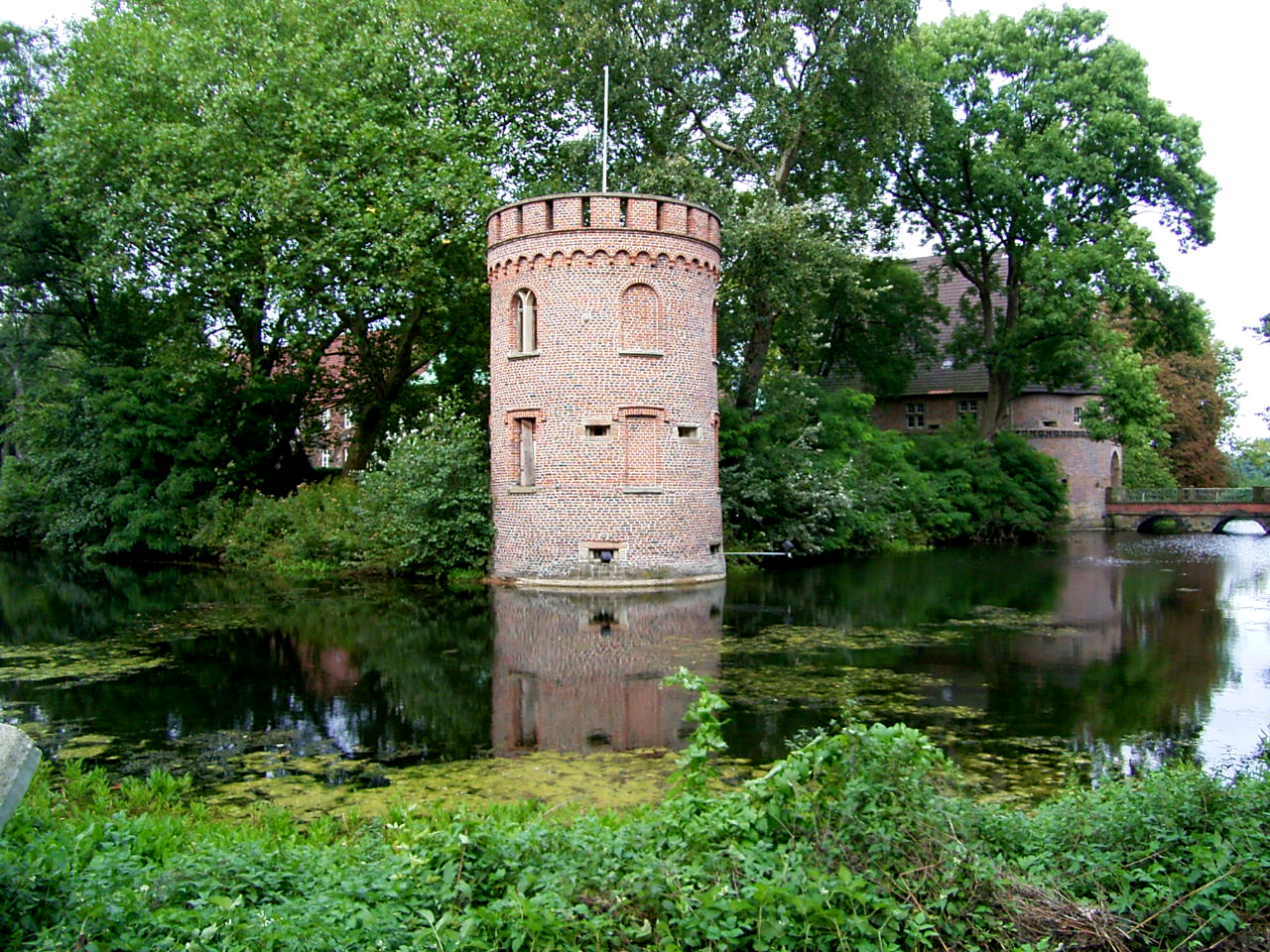
Schloss Bladenhorst

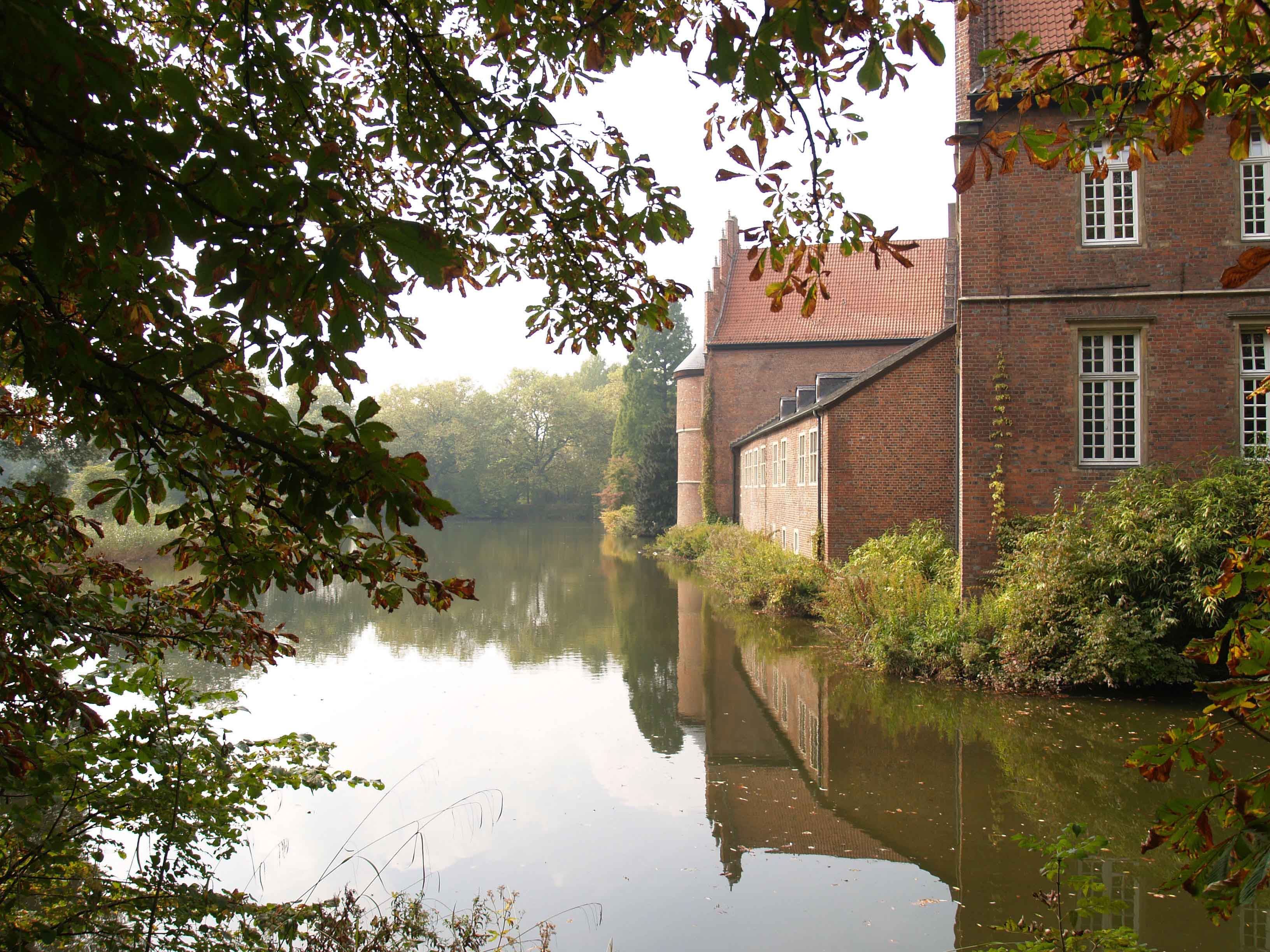
Schloss Herten

Die natürlichen Gegebenheiten wurden im Emscherland für die Anlage von Wasserschlössern genutzt, hier die südliche Gräfte von Schloss Herten und die Gräfte von Schloss Bladenhorst in Castrop-Rauxel.

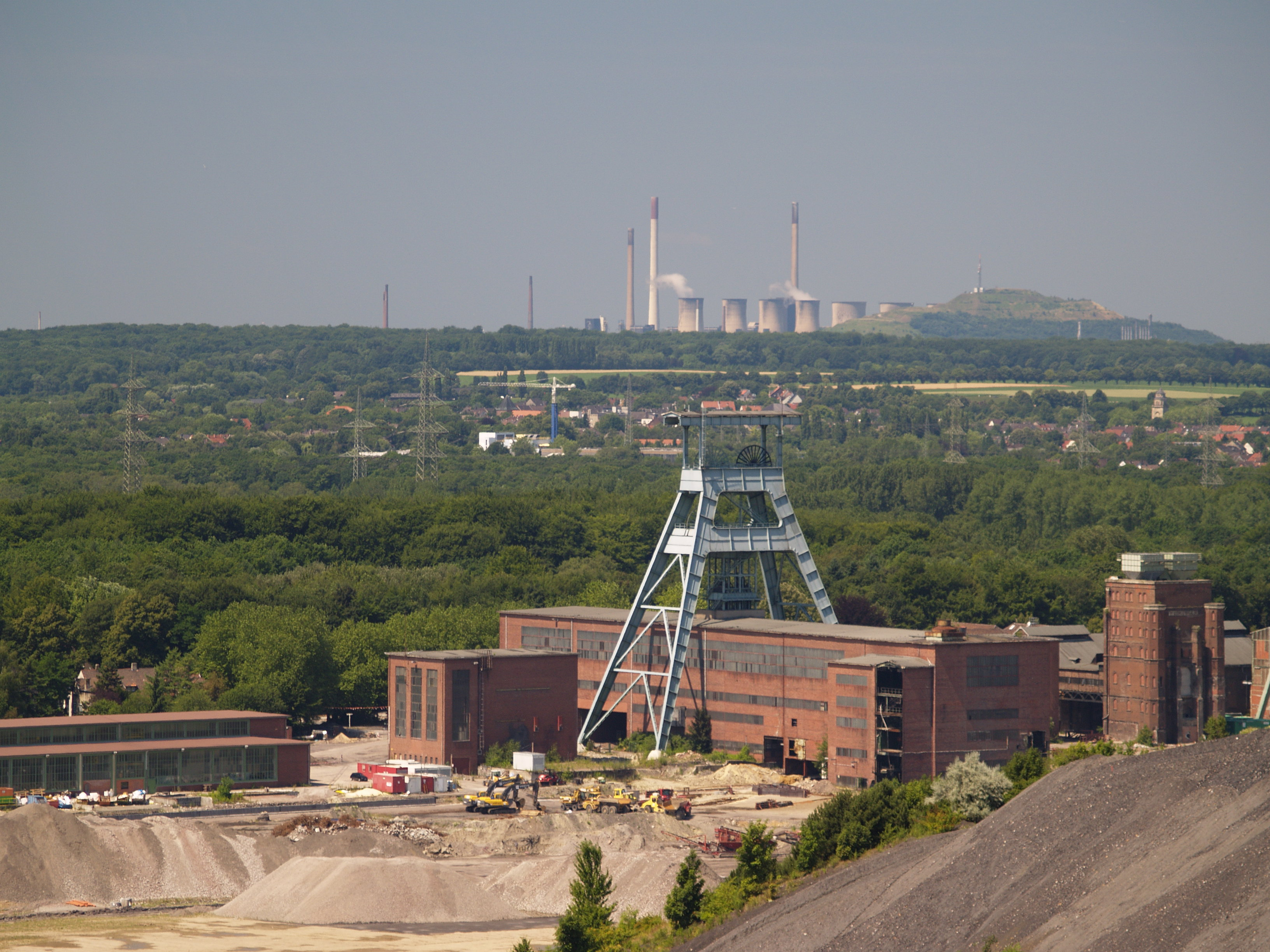
Bergwerk Ewald

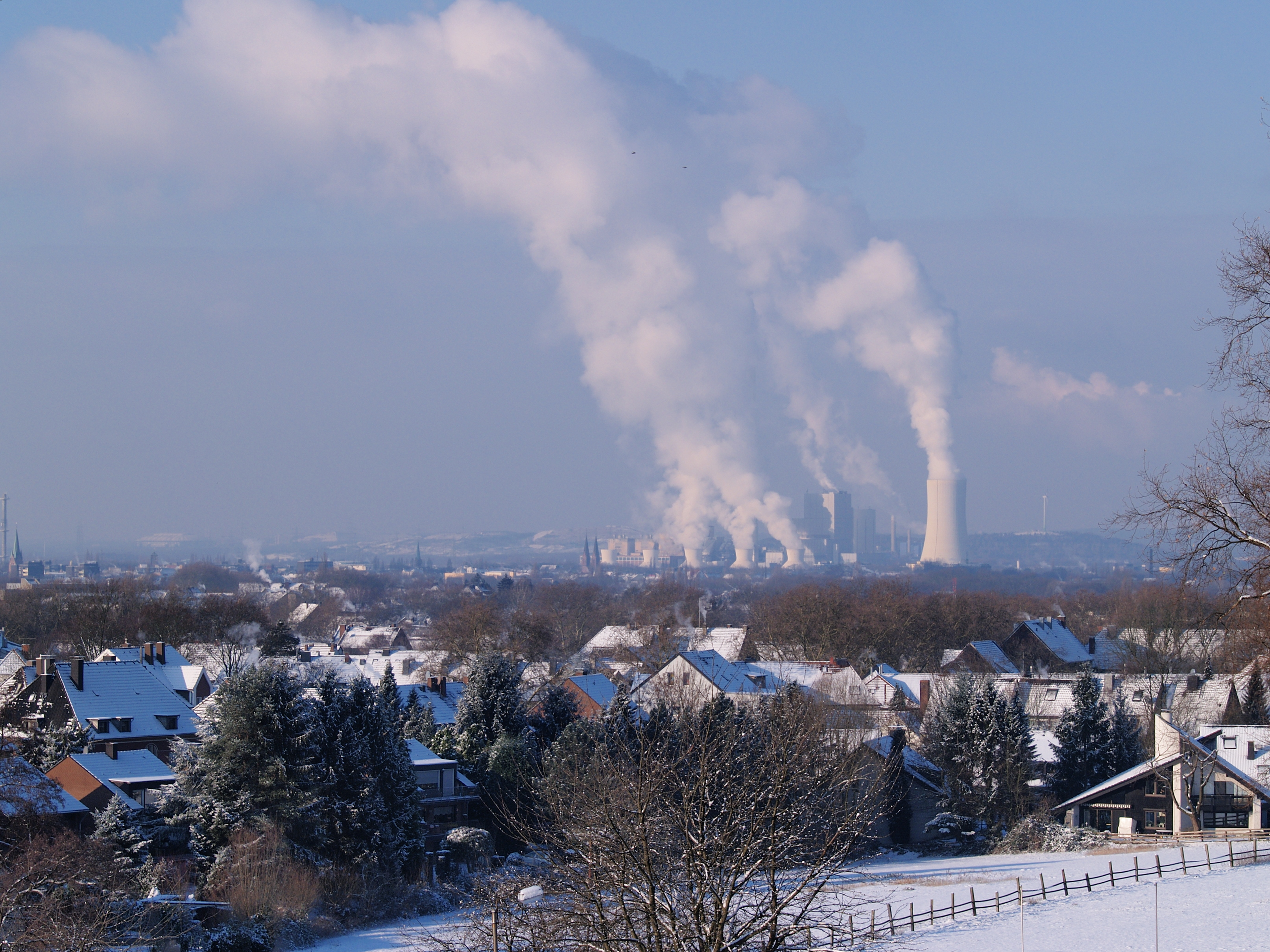
Evonik Kraftwerk in Herne Detailbezeichnungen im Bild auf Commons

Die Industrialisierung hat das Emscherland verändert. Blick von der Halde Hoheward nach Westen. Vorn das stillgelegte Bergwerk Ewald, in der Bildmitte die Hertener Mark im Landschaftspark Emscherbruch, hinten das Kraftwerk Scholven und die Halde Oberscholven.

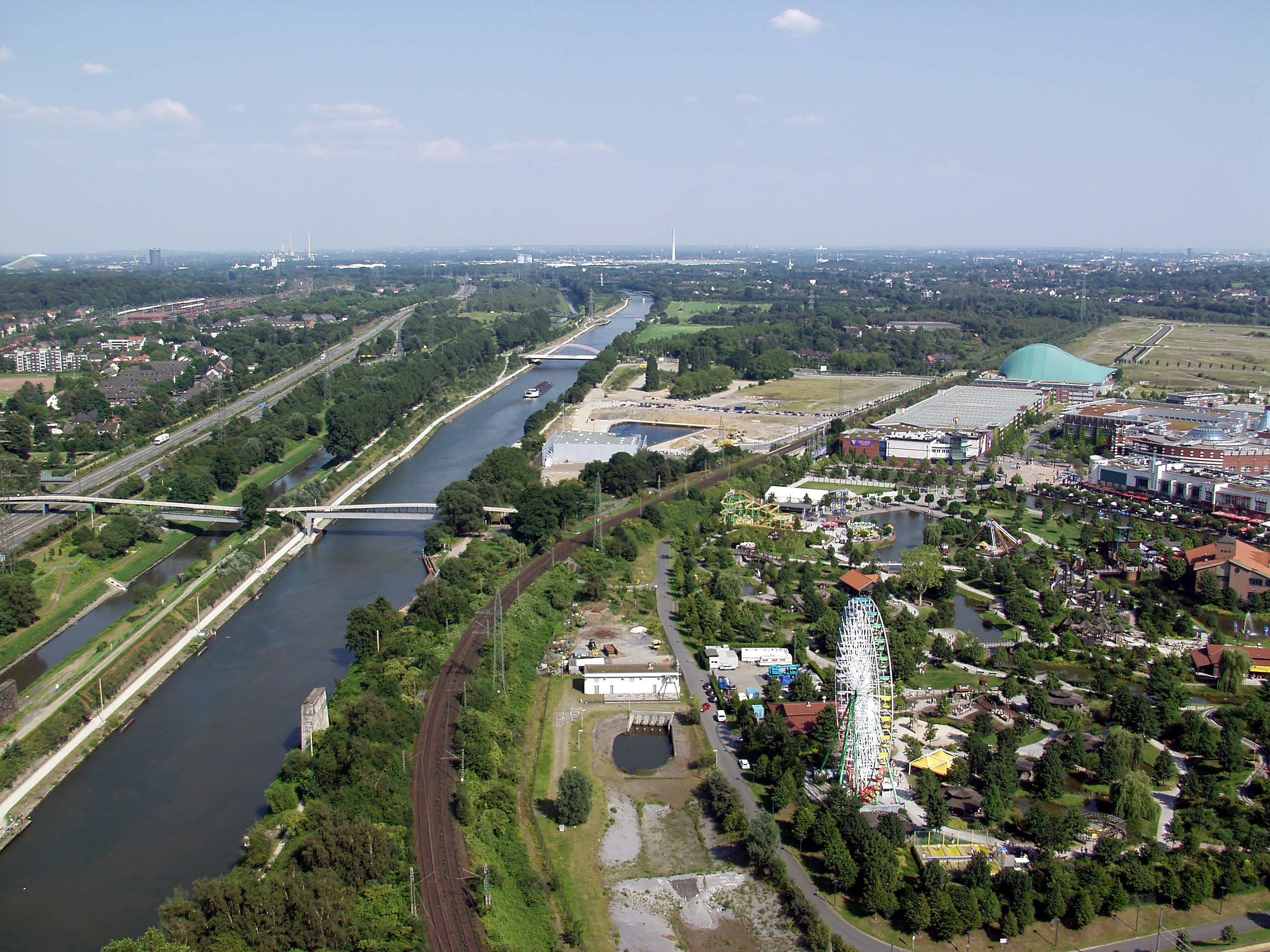
Rhein-Herne-Kanal

Die Emscher ist kanalisiert, hier, links im Bild, bei Oberhausen. Parallel zu ihr wurde der Rhein-Herne-Kanal als Schifffahrtsweg gebaut, hier rechts neben dem Fluss erkennbar. Ganz im Vordergrund geht der Blick noch über die „Mittlere Niederrheinebene“, das Emscherland beginnt kurz vor der ersten weißen Brücke, die Kanal und Fluss überspannt.